# Деградация данных
Деградация данных — повреждение компьютерных данных вследствие накопления некритичных нарушений в запоминающем устройстве. Также известно как ветшание данных, гниение данных или гниение бит.

## Визуальный пример
Ниже приведены несколько цифровых изображений, иллюстрирующих деградацию. Все изображения состоят из 326272 бит. Исходное фото приведено слева. В следующем фото справа один бит изменён с 0 на 1. На следующих двух фото изменены два и три бита. В Unix-подобных операционных системах бинарная разница между файлами может быть выявлена с помощью команды cmp (то есть cmp -b -l bitrot-original.jpg bitrot-1bit-changed.jpg).

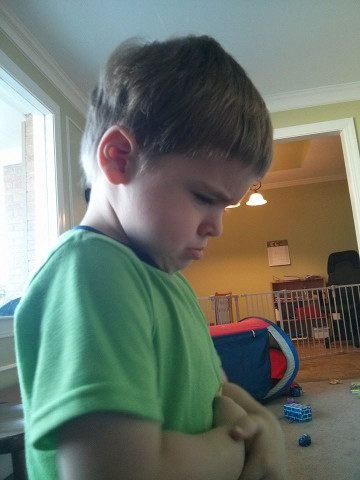
0 битов изменено
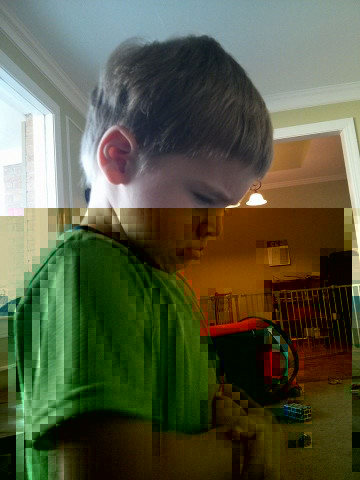
1 бит изменён
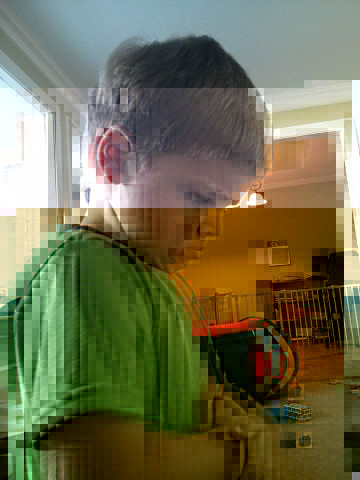
2 бита изменены
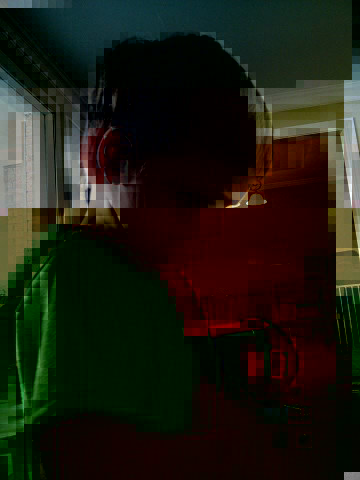
3 бита изменены

## В RAM
Деградация данных в DRAM может случиться, когда электрический заряд бита в DRAM исчезает. Это может привести к изменению данных или кода программы. DRAM может быть изменена космическими лучами или другими частицами высоких энергий. Такая деградация данных известна как устранимая ошибка. ECC-память может смягчить этот тип деградации данных.

## В накопителях
Деградация данных, возникающая как результат постепенного разрушения носителей информации в течение нескольких лет. Причины меняются в зависимости от носителя:
- Твердотельная электроника, такая как EPROM, флеш-память и другие твердотельные накопители, запоминают данные с помощью электрических зарядов, которые могут медленно утечь ввиду несовершенной изоляции. Сам по себе чип не повреждается, так что перезапись данных раз в десятилетие или около этого предотвращает разрушение данных. Для перезаписи требуется неповреждённая копия основных данных. Когда она потребуется, может оказаться, что эти данные утеряны.
- Магнитные носители, такие как жёсткие диски, дискеты и магнитные ленты, могут испытывать повреждение данных, когда биты теряют свою магнитную ориентацию. Периодическое обновление путём перезаписи данных может ослабить эту проблему. В тёплых/влажных условия эти носители, особенно те, которые плохо защищены от окружающего воздуха, подвержены физическому разложению[англ.] носителя информации[1].
- Оптические носители, такие как CD-R, DVD-R и BD-R, могут испытывать порчу данных из-за поломки носителя. Это можно смягчить путём хранения дисков в тёмном холодном месте с низкой влажностью. Доступны диски «архивного качества» с увеличенным сроком жизни, но хранение остаётся совсем не вечным.
- Бумажные носители информации[англ.], такие как перфокарты и перфоленты, могут буквально сгнить[англ.]. Ещё один носитель неэлектромагнитной природы — майларовые перфоленты.

## Сбои компонент и систем
Большая часть дисков, дисковых контроллеров и высокоуровневых систем подвержена небольшому шансу неустранимой неисправности. С растущей ёмкостью дисков, размеров файлов и с увеличением количества запоминаемой на диске информации возрастает вероятность возникновения разрушения данных на диске и других форм неисправленных и необнаруженных повреждений данных.
Высокоуровневые программные системы могут быть использованы для смягчения риска таких сбоев путём увеличения избыточности и реализации алгоритмов проверки целостности и самовосстановления. Файловая система ZFS разработана с целью учёта большинства таких разрушений данных. Файловая система Btrfs также включает защиту данных и механизмы восстановления, как и ReFS.